# Homoneura mediospinosa
Homoneura mediospinosa är en tvåvingeart som beskrevs av Merz 2003. Homoneura mediospinosa ingår i släktet Homoneura och familjen lövflugor. Inga underarter finns listade i Catalogue of Life.